# 야르칸드 칸국
카슈가르 칸국 또는 야르칸드 칸국(영어: Khanate of Yarkand, 중국어: 葉尓羌汗国, 위구르어: سەئىدىيە خانلىقى)은 16세기에서 17세기에 걸쳐서 톈산산맥남부의 타림 분지일대를 지배한 위구르족 국가이다. 오늘의 신장 위구르 자치구일대에 해당하며, 도성은 야르칸드(중국명: 莎車, 현대이름: 葉城)에 있으며, 카슈가르나 투르판까지 영역으로 했다.
16세기 초 위구리스탄의 만수르 칸이 모굴리스탄을 재통일하고 오이라트와의 전투에서 여러 차례 승리하며 위세를 떨쳤지만 그의 형제인 사이드 칸이 카슈가르를 중심으로 카슈가르 한국을 세우면서 모굴리스탄 한국은 다시 분열되었다.
모굴리스탄 칸국(동차가타이 칸국)의 위구르스탄과 형제국이자 그들의 계보를 이어받는 투르판의 지배자 아헤마의 아들 사이드가 1514년에 카슈가르에서 칸자리에 즉위하며(이 때문에 카슈가르 칸국으로 불리는 경우도 있다), 야르칸드로 정도했다.
그 세력은 차츰 확대되어 타림 분지일대의 주요한 오아시스 도시를 포괄하였으며, 최성기에는 톈산 이북의 발하시호 남안이나 파미르고원 이서의 페르가나 분지에까지 달했다.
카슈가르 칸국에서는 16세기 말부터 칸의 권위가 바닥으로 떨어지고 그 대신 호자(Khoja)라는 이슬람 귀족 가문이 권력을 잡게 됐다. 1678년, 카슈가르 한국의 마지막 칸인 이스마일 칸은 백산당의 영수 아팍 호자(Appak Khoja)를 몰아내고 칸의 권력을 회복하려 했으나 도리어 아팍 호자가 불러들인 준가르의 칸 갈단에 의해 쫓겨나고 말았다. 이후 카슈가르 한국은 준가르의 보호령으로 전락했으며 호자 가문이 완전한 권력을 쥐게 됐다.
하지만, 호자 가문들도 카슈가르의 백산당(백산파)과 야르칸트의 흑산당(흑산파)으로 분열하여 통치집단 내부의 권력 투쟁이나 이슬람교 교파 대립에 의해 쇠약해졌으며, 1680년에 중가르에 멸망하게 되었다. 그 후도 야르칸드 칸을 칭하는 사람은 있었지만, 명목에 지나지 않았다. 1705년에는 야르칸드 칸국 가문들의 마지막 칸인 무함마드 무민 칸(악바시 칸)은 인도로 도망치면서 야르칸드 칸국의 칸 가문의 통치는 끝났다.